# Barbara Grębecka
Barbara Grębecka-Szof (ur. 28 lutego 1932, zm. 10 września 2015) – polska dziennikarka.

## Życiorys
Pracowała między innymi dla Polskiego Radia i stacji radiowej Trójki. Po powrocie z Rzymu tworzyła audycje dokumentalne i reportaż na temat związany z najnowszą historią Polski. Jej córką jest Ewa Ewart.
Była żoną dziennikarza Sławomira Szofa. Spoczywa na Cmentarzu Wojskowym na Powązkach.

## Nagrody
- Statuetka Melchiora[3]
- Złoty Mikrofon[3]